# El Tajibo
El Tajibo ist eine Ortschaft im Departamento Santa Cruz im Tiefland des südamerikanischen Andenstaates Bolivien. Das Wort „Tajibo“ bezeichnet in Bolivien den Baum Handroanthus impetiginosus, der im bolivianischen Tiefland weit verbreitet ist, sowie andere Arten der gleichen Gattung.

## Lage im Nahraum
El Tajibo ist bevölkerungsreichster Ort im Kanton Los Chacos im Municipio Warnes in der Provinz Ignacio Warnes im westlichen Teil des Departamentos Santa Cruz. Die Ortschaft liegt auf einer Höhe von 265 m zwischen Río Grande (25 km) im Osten und Río Piraí (35 km) im Westen. Die nächstgelegenen größeren Ortschaften sind Los Chacos im Kanton Los Chacos und die Stadt Okinawa I.

## Geographie
El Tajibo liegt im tropischen Feuchtklima vor dem Ostrand der Anden-Gebirgskette der Cordillera Oriental. Die Region war vor der Kolonisierung von Chiquitano-Trockenwäldern bedeckt, ist heute aber größtenteils Kulturland.
Die mittlere Durchschnittstemperatur der Region liegt bei knapp 24 °C (siehe Klimadiagramm Warnes), die Monatswerte schwanken zwischen 20 °C im Juni/Juli und 26 °C von November bis Februar. Der Jahresniederschlag beträgt etwa 1300 mm, die Monatsniederschläge sind ergiebig und liegen zwischen 35 mm im August und 200 mm im Januar.

## Verkehrsnetz
El Tajibo liegt in einer Entfernung von 84 Straßenkilometern nordöstlich von Santa Cruz, der Hauptstadt des Departamentos.
Durch El Tajibo führt die 828 Kilometer lange Nationalstraße Ruta 10, die das bolivianische Tiefland in Ost-West-Richtung durchquert, von San Matías an der brasilianischen Grenze bis San Juan del Piraí im Kolonisierungsgebiet zwischen Río Piraí und Río Grande. Die Straße führt von Osten kommend über Las Petas, San Bartolo de la Frontera, San Vicente de la Frontera, San Ignacio de Velasco, Concepción und Okinawa I nach Guabirá nördlich von Montero und weiter über Chane Independencia und San Pedro nach Colonia Piraí.
El Tajibo liegt elf Kilometer westlich von Okinawa und dreißig Kilometer östlich von Guabirá.

## Bevölkerung
Die Einwohnerzahl der Ortschaft ist in den vergangenen beiden Jahrzehnten auf das Doppelte angestiegen:
| Jahr | Einwohner | Quelle       |
| ---- | --------- | ------------ |
| 1992 | 781       | Volkszählung |
| 2001 | 1 028     | Volkszählung |
| 2012 | 1 130     | Volkszählung |
| 2024 |           | Volkszählung |

In der Region sind die Quechua die zahlenmäßig wichtigste indigene Volksgruppe, im Municipio Warnes sprechen 13,5 Prozent der Einwohner Quechua.